# Cerkiew św. Paraskiewy w Hubinku
Cerkiew św. Paraskiewy w Hubinku – greckokatolicka cerkiew, zbudowana w XVIII w., zniszczona w czasie działań wojennych w 1944. Przetrwała jedynie dzwonnica, przebudowana w 1949 na rzymskokatolicką kaplicę.

## Historia
Drewniana cerkiew została wzniesiona w XVIII w. Istniała do 1944, kiedy w czasie walk została całkowicie spalona. Przetrwała jedynie dzwonnica, która w 1949 została przebudowana na kaplicę obrządku łacińskiego. Do drewnianej, kwadratowej, słupowo-ramowej konstrukcji, dostawiono prostokątną przybudówkę, zachowując wygląd górnej kondygnacji dzwonnicy oraz wspierające ją słupy nośne, jak również dach namiotowy kryty blachą.

## Wyposażenie
Na wyposażeniu kaplicy w Hubinku znajduje się rokokowy krucyfiks z przełomu XVIII i XIX w., cztery osiemnastowieczne lichtarze i krzyż ołtarzowy (XVIII-XIX w.) z postaciami czterech ewangelistów.